# Östliche Karwendelspitze
Östliche Karwendelspitze – szczyt w paśmie Karwendel, w Alpach Wschodnich. Leży na granicy między Austrią (Tyrol), a Niemcami (Bawaria). Jest najwyższym szczytem niemieckiej części gór Karwendel. Szczyt można zdobyć ze schroniska Karwendelhaus (1765 m).
Pierwszego wejścia, 4 lipca 1870 r., dokonał Hermann von Barth.